# 千葉胤貞
千葉 胤貞（ちば たねさだ）は、鎌倉幕府末期から南北朝時代の武将。千葉氏の第9代当主千葉宗胤の長男。

## 生涯
正応元年（1288年）、父が異国警固番役として赴任していた肥前国小城郡で生まれたとされ、その後下総国千田荘を本拠とし、肥前国小城郡の他八幡荘や臼井荘も併せて領した。北条氏得宗家当主・鎌倉幕府第9代執権・北条貞時より偏諱を受けて胤貞と名乗る。
父が下総不在の間に、叔父の胤宗が千葉氏の家督を相続していたため、父の没後折りしも勃発した南北朝の戦いに際して北朝方につき、建武2年（1335年）には同族の相馬親胤らとともに叔父胤宗の子貞胤の本拠千葉荘を攻めた。
だが同年11月胤貞と親胤は足利尊氏の檄文に拠って上洛、その間に貞胤方は胤貞の本拠千田荘を蹂躙しこの騒乱は下総国中に波及したという。そして南朝方の新田義貞の軍に属した貞胤は、延元元年（1336年）10月に越前国木芽峠で足利尊氏軍の斯波高経に降伏した。だが胤貞は下総への帰途同年11月19日に三河国で病没する。降伏した貞胤は北朝方に寝返って、貞胤の子孫が千葉氏宗家を称し存続した。そのため肥前国小城郡に在った弟の胤泰は九州千葉氏として活路を見出したが、宗家の地位を失った千田氏はその後衰退していった。
胤貞は日蓮宗に帰依しており、領有していた小城郡に光勝寺を創建し、千田荘の浄妙寺・妙光寺・日本寺、八幡荘の法華経寺など日蓮宗の名刹を保護した。特に法華経寺については俗別当として第2代住持日高を支援し、また第3代住持日祐は胤貞猶子といわれ、肥前国小城郡と千田荘および八幡荘は次男胤平に譲ったが、臼井荘は法華経寺に寄進している。